# José Quirino da Rocha Werneck
José Quirino da Rocha Werneck, primeiro e único barão de Werneck, (Vassouras, 5 de fevereiro de 1842 — Assis, 1 de julho de 1920) foi um fazendeiro e nobre brasileiro.
Filho de Luís Quirino da Rocha, Fidalgo Cavaleiro da Casa Imperial, e de Francisca das Chagas Werneck, era neto materno do comendador Francisco das Chagas Werneck e de Ana Joaquina de São José. Pelo lado paterno era neto dos primeiros barões de Palmeiras. Seu irmão, João Quirino, foi o segundo barão de Palmeiras.
Formado pela Faculdade de Direito de São Paulo, foi fazendeiro em Paraíba do Sul, onde possuía da Fazenda das Garças e em Paty do Alferes onde tinha a Fazenda Ribeirão Alegre.
Faleceu em viagem de negócios, na cidade de Assis, interior de São Paulo. Foi sepultado no cemitério São João Batista no Rio de Janeiro.

## Títulos e descendência
- Barão de Werneck por Decreto Imperial de 24 de agosto de 1882.[1]
- Fidalgo Cavaleiro da Casa Imperial.

Casou-se em primeiras núpcias com Maria do Nascimento de Avelar, nascida em Vassouras, filha dos barões do Ribeirão.
Viúvo, casou-se com Maria José Dinis Cordeiro, irmã do conde de Dinis Cordeiro, nascida em 19 de janeiro de 1882 em Angra dos Reis e falecida no Rio de Janeiro em 19 de junho de 1917.
Do primeiro casamento teve os seguintes filhos: Maria Alcina Avelar Werneck, Anita Avelar Werneck e Elvira Avelar Werneck; do segundo: Zélia Cordeiro da Rocha Werneck, Otávio Cordeiro da Rocha Werneck, Álvaro Cordeiro da Rocha Werneck e Sílvia Cordeiro da Rocha Werneck.